# Pork tenderloin sandwich

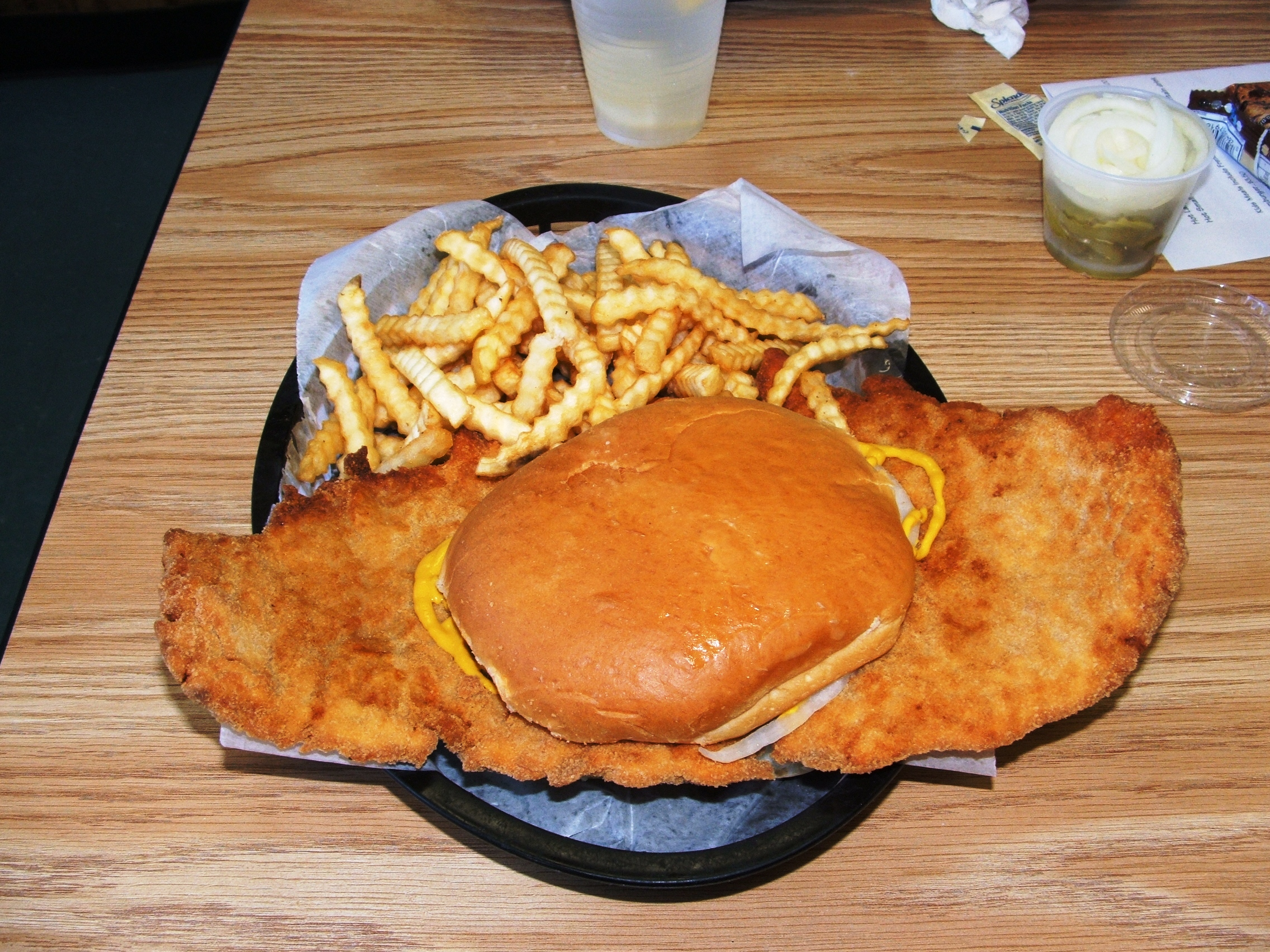
Pork tenderloin sandwich servido en Joensey's (Cedar Rapids, Iowa, EE. UU.)

El pork tenderloin sandwich (en inglés ‘sándwich de lomo de cerdo’) es un sándwich que contiene un filete de lomo de cerdo empanado y frito. Se parece al escalope vienés, y es popular en el Medio Oeste de Estados Unidos.

## Descripción
Las principales diferencias entre un pork tenderloin sandwich y un escalope vienés es que el primero se elabora exclusivamente con lomo de cerdo y se fríe en freidora, sirviéndose también habitualmente en un panecillo. Hay una versión a la parrilla que omite el empanado y asa el lomo en lugar de freírlo.
Un pork tenderloin sandwich se prepara tradicionalmente a partir de un corte fino de lomo de cerdo, ablandado con un mazo de carne. La carne se cubre entonces con harina, huevo y pan rallado antes de freírla en aceite. Tras esto, se sirve en pan de hamburguesa. Este sándwich puede servirse condimentado con mostaza, lechuga, cebolla, pepinillo y mahonesa.